# Jered Weaver
Jered David Weaver (nascido em 4 de outubro de 1982), é um arremessador aposentado que jogou na Major League Baseball. Ele atuou na equipe do Los Angeles Angels até 2016.

## Primeiros anos
Weaver nasceu e cresceu em Simi Valley e estudou na Simi Valley High School.